# Starter

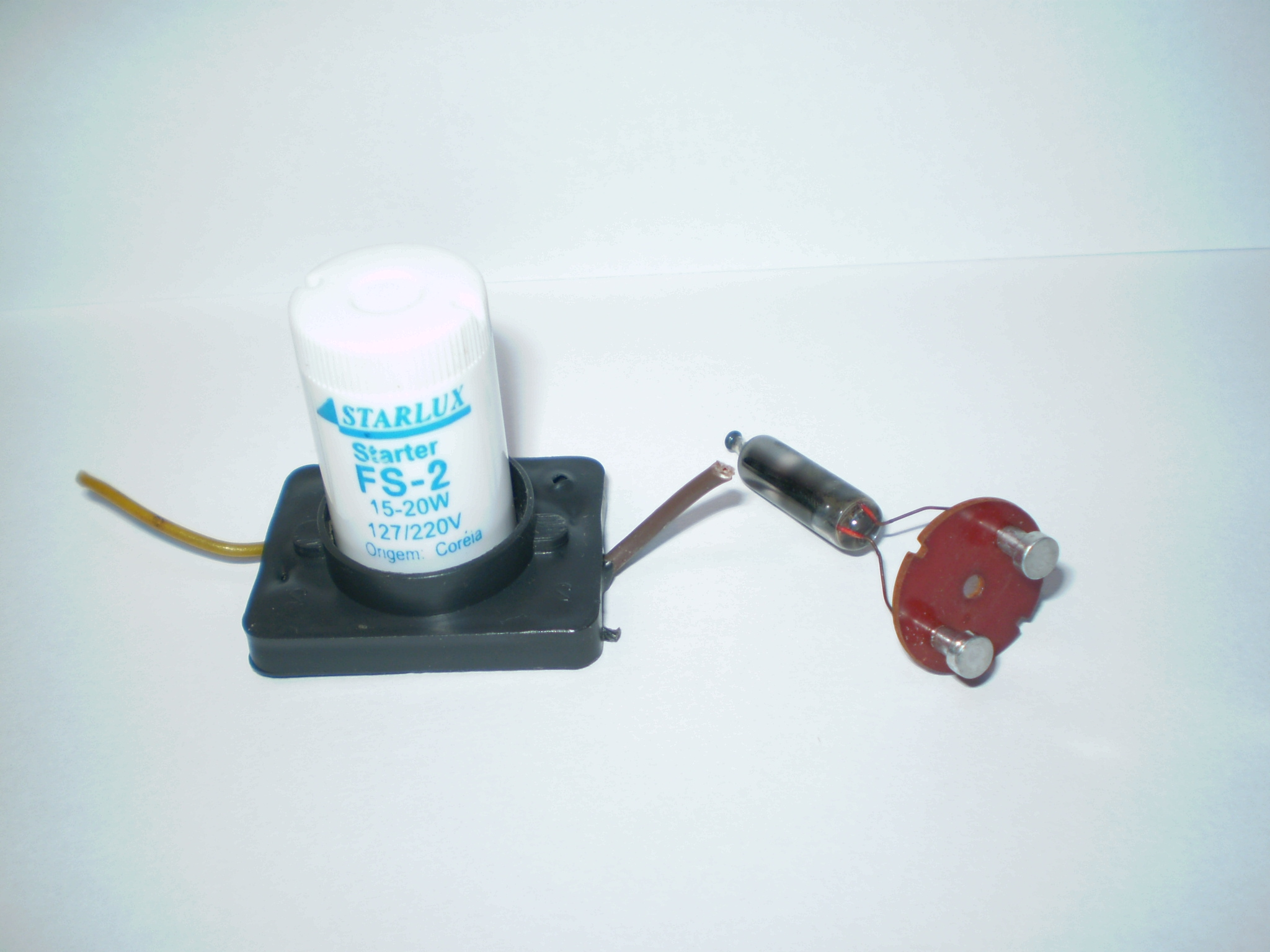
Starter de lâmpada fluorescente na base

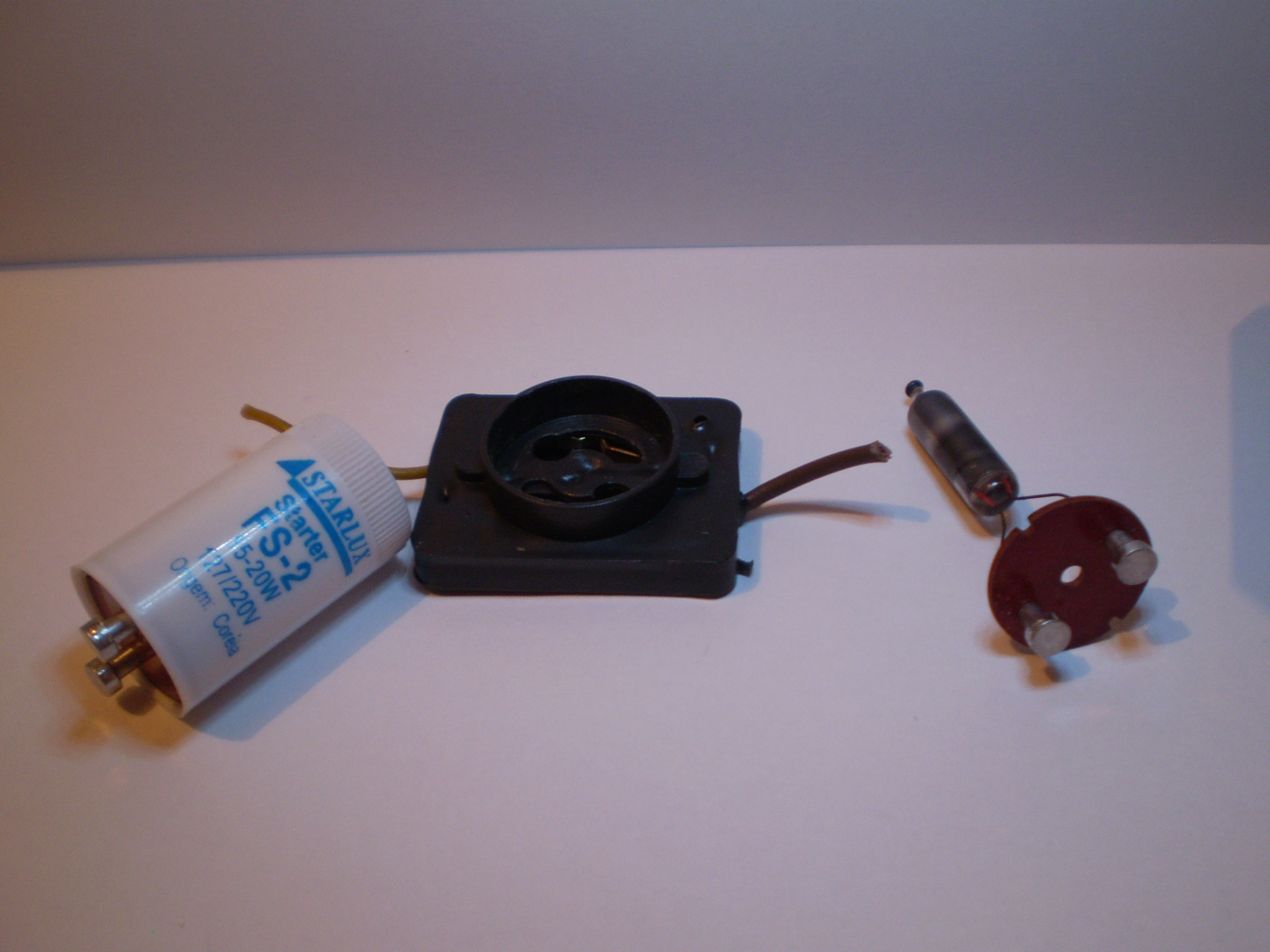
Starter de lâmpada fluorescente com invólucro e sem invólucro (já queimado)

Um starter (português brasileiro) ou arrancador (português europeu) é um dispositivo eletrônico usado como ignitor para lâmpadas fluorescentes.
É constituído por um invólucro de plástico (ou metal), uma pequena placa de fenolite em forma de círculo, na qual há soldados um capacitor e uma lâmpada de néon contendo no seu interior um interruptor bimetálico, que ao aquecer se curva, abrindo o circuito elétrico. O interruptor bimetálico fica aberto por no máximo dois segundos. Ele pode queimar, o que requer sua substituição. O invólucro serve como forma de segurança pois usa altíssima tensão para operar. 
O starter só é utilizado em lâmpadas com partida convencional, quando obrigatoriamente é necessário o dispositivo. Para lâmpadas com partida rápida, não necessita este sistemas eletrônico.

## Desuso
Assim como as válvulas, o starter está se tornando cada vez mais obsoleto com o advento do reator eletrônico, lâmpadas compactas ou lâmpadas led.